# 夏爾·德·富高

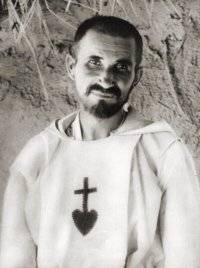
夏爾·德·富高

夏爾·德·富高（Charles de Foucauld，1858年9月15日—1916年12月1日）又譯富科，是一位法國天主教神父與隱士，出生於史特拉斯堡。原本為嚴規熙篤隱修會成員，富高在敘利亞見識到當地人貧窮的生活水平，之後他決定移居阿爾及利亞貝尼阿巴斯隱居，與當地的圖阿雷格人一同生活。富高於1916年一樁綁架案中遇害。2022年他被教宗方濟各封聖。